# Безусловен базов доход
Безусловният базов доход (ББД), наричан още универсален базов доход (на английски Universal Basic Income, UBI), е държавна публична програма за периодично плащане, предоставяно на всички граждани без да се изисква да работят, което да покрива основните им разходи за живот.